# Unnamed Memory
Unnamed Memory (укр. Безіменна пам'ять)  — серія японських ранобе, написана Кудзі Фурумії. Публікувалася із вересня 2012 року на вебсайті для розміщення романів Shōsetsuka ni Narō. Згодом авторські права придбала компанія ASCII Media Works, яка опублікувала серію під своїм імпринтом в шести томах, випущених із січня 2019 року до квітня 2021 року.
Манґа-адаптація з ілюстраціями Наокі Кошімізу почала виходити в журналі ASCII Media Works у вересні 2020 року.
Аніме адаптація виробництва ENGI відбулася у квітні 2024 року.

## Сюжет
Принц Оскар, спадкоємець престолу Фарсасу, з дитинства був проклятий ніколи не мати власних дітей.
У віці 20 років, сповнений рішучості зняти це прокляття, він вирушив на пошуки вежі Тінаши, наймогутнішої відьми на континенті.
Юнак сподівався, що її магічні здібності допоможуть позбутися безплідності.
Відьма пропонує йому вихід: знайти жінку з винятковою стійкістю до магії, яка зможе виносити його дитину.
Почувши це, Оскар, охоплений почуттями до Тинаші, запропонував їй стати його дружиною.
Проте вона категорично відмовляється. Не здаючись, принц запропонував їй рік прожити разом у його королівстві.
Тінаша не в захваті від цієї ідеї, але погоджується на його умови.
І вони укладають контракт, який змінить сам хід історії королівства Фарсасу.

## Медіа

### Ранобе
Веб-новела, написана Кудзі Фурумією, публікувалася на вебсайті для розміщення романів Shōsetsuka ni Narō з вересня 2012 року.
Згодом авторські права придбала компанія ASCII Media Works, яка видала ранобе з ілюстраціями Chibi під назвою Dengeki no Shin Bungei.
Перший том вийшов 17 січня 2019 року. Шостий і останній том вийшов 17 квітня 2021 року.
2020 року ранобе англійською мовою ліцензували Yen Press.
Продовження під назвою Unnamed Memory: After the End видається з 2022 року.

### Манґа
Адаптація манґи, проілюстрована Наокі Кошімізу, почала виходити в журналі Dengeki Daioh ASCII Media Works з вересня 2020 року.
Станом на лютий 2024 року окремі розділи були зібрані та вийшли в 6 томах танкобонів.
Манґу англійською мовою ліцензували Yen Press.

### Аніме
Прем'єра аніме адаптації ранобе від ENGI відбулася 9 квітня 2024 року на AT-X та інших мережах. Режисером виступає Кадзуя Міура, сценарій написав Деко Акао, над персонажами працювала Чіка Номі, а музику написав Акіто Мацуда.
Crunchyroll ліцензував серіал поза межами Японії.